# Fahrenholzia fairchildi
Fahrenholzia fairchildi är en insektsart som beskrevs av Johnson 1962. Fahrenholzia fairchildi ingår i släktet Fahrenholzia och familjen ledlöss. Inga underarter finns listade i Catalogue of Life.